# Idiogramma comstockii
Idiogramma comstockii är en stekelart som först beskrevs av William Harris Ashmead 1895.  Idiogramma comstockii ingår i släktet Idiogramma och familjen brokparasitsteklar.

## Underarter
Arten delas in i följande underarter:
- I. c. crassum
- I. c. contortae